# Cayan Tower
La Cayan Tower, connue comme Infinity Tower avant son inauguration, est un gratte-ciel de Dubaï.
La tour mesure 306 m de haut et comporte 73 étages.
Les travaux ont commencé en 2006. La construction de l'Infinity Tower a pris pas mal de retard car le site a été en partie inondé durant l'année 2007. Elle a été officiellement ouverte le 12 juin 2013.
La tour ressemble à la Turning Torso, située à Malmö en Suède : à savoir que les étages tournent sur eux-mêmes de 1,2 degré en s'élevant. Les étages les plus hauts sont ainsi décalés de 90 degrés dans le sens des aiguilles d'une montre par rapport au sol, afin d'imiter la forme de l'ADN humain.